# Campionato panellenico di pallacanestro 1958-1959
Il campionato panellenico 1958-1959 è stata la 19ª edizione del massimo campionato greco di pallacanestro maschile. La vittoria finale è stata ad appannaggio del PAOK Salonicco.

## Risultati

### Stagione regolare
|    | Squadra                       | G | V | P | PF  | PS  | Pt. | Qualificazione |
| -- | ----------------------------- | - | - | - | --- | --- | --- | -------------- |
| 1. | PAOK Salonicco                | 6 | 4 | 2 | 376 | 357 | 14  | spareggi       |
| 2. | Aris Salonicco                | 6 | 4 | 2 | 348 | 333 | 14  | spareggi       |
| 3. | Sporting Atene                | 6 | 4 | 2 | 411 | 370 | 14  | spareggi       |
| 4. | Olympiakos                    | 6 | 3 | 3 | 397 | 348 | 12  |                |
| 5. | AEK Atene                     | 6 | 3 | 3 | 391 | 398 | 12  |                |
| 6. | Īraklīs Salonicco             | 6 | 2 | 4 | 354 | 397 | 10  |                |
| 7. | Ethnikos Gymnastikos Syllogos | 6 | 1 | 5 | 318 | 392 | 8   |                |

### Spareggi
|    | Squadra        | G | V | P | PF  | PS  | Pt. |
| -- | -------------- | - | - | - | --- | --- | --- |
| 1. | PAOK Salonicco | 2 | 2 | 0 | 125 | 114 | 6   |
| 2. | Aris Salonicco | 2 | 1 | 1 | 136 | 143 | 4   |
| 3. | Sporting Atene | 2 | 0 | 2 | 133 | 137 | 2   |

| Campionato panellenico 1958-1959 |
| -------------------------------- |
| PAOK Salonicco 1º titolo         |

## Formazione vincitrice
| N° | Naz.              | Ruolo | Sportivo          |  | Alt. |  |
| -- | ----------------- | ----- | ----------------- |  | ---- |  |
|    | Grecia (bandiera) |       | Angelidis         |  |      |  |
|    | Grecia (bandiera) |       | Asteriadis        |  |      |  |
|    | Grecia (bandiera) |       | Constantinidis    |  |      |  |
|    | Grecia (bandiera) |       | Giōrgos Oikonomou |  |      |  |
|    | Grecia (bandiera) |       | Kiriakou          |  |      |  |
|    | Grecia (bandiera) |       | Klagkas           |  |      |  |
|    | Grecia (bandiera) |       | Kaligeris         |  |      |  |
|    | Grecia (bandiera) |       | Kokkos            |  |      |  |
|    | Grecia (bandiera) |       | Pashalis          |  |      |  |
|    | Grecia (bandiera) |       | Stalios           |  |      |  |
|    | Grecia (bandiera) |       | Stergiou          |  |      |  |
|    | Grecia (bandiera) |       | Dapontes          |  |      |  |
|    | Grecia (bandiera) |       | Theodoridis       |  |      |  |
|    | Grecia (bandiera) | All.  | Iraklios Klagkas  |  |      |  |